# アブアブ赤札堂
株式会社アブアブ赤札堂（アブアブあかふだどう）は食品スーパーマーケット「赤札堂」を展開する小売業者である。
東天紅と並び小泉グループの中核企業である。

## 歴史・概要
1917年（大正6年）10月28日に東京市深川区（現在の東京都江東区）門前仲町に小泉清一・つね夫妻が赤札堂洋品店として小さな衣料品店を開いたのが始まりである。この店名は、当時の鉄道切符が三等が赤だったことと、多くの商店が売出しなどの割引の時だけ赤い値札を使っていたことを掛けたもので、「三等切符で一等のお買い物」というイメージを訴えるものとなっていた。
1932年（昭和7年）1月20日に東京市深川区門前仲町1-3-3に小泉通音を無限責任社員として「（初代）合資会社赤札堂洋品店」を設立し、1939年（昭和14年）2月25日に東京市深川区門前仲町1-3-3に小泉清一と北村吉造を代表責任社員として「（2代目）合名会社赤札堂洋品店」を設立した。
しかし、主力の衣料品が戦時統制の対象となったことから、1943年（昭和18年）に閉店することになった。そして、閉店時にあった在庫の商品や家財道具を疎開先の長野県に運んで保管し、戦後に備えた。
1945年（昭和20年）3月に深川の赤札堂洋品店が戦火で焼失した。だが、疎開先の長野で戦時中から建築資材を入手しており、戦後すぐに上京して疎開先に保管してい在庫や家財道具を売って土地を入手し、同年10月28日に上野広小路の四つ角の一角に間口3間で約10坪の平屋建ての店舗を開店して衣料品や下駄などの販売を行って営業を再開した。この上野の店が非常に繁盛したことから、その利益で上野のみならず浅草・新宿・深川・小石川などの目抜き通りの土地を取得していった。
1955年（昭和30年）には「同じ品なら必ず安い」をキャッチコピーとしていたが、1957年（昭和32年）には「予算半分二倍のおしゃれ」となり、1963年（昭和38年）には「おしゃれは赤札堂」と変化させ、安さからおしゃれへイメージの転換を図っていった。
この間の1957年（昭和32年）3月26日に「上野観光温泉株式会社」を設立し、同年12月5日に「（3代目）株式会社赤札堂」を設立して営業部門を継承し、同月に「（2代目）合資会社赤札堂」は小泉合資会社と商号を変更して不動管理会社となった。
1959年（昭和34年）3月に上野店の改築工事を開始して1959年（昭和34年）10月に地下2階地上6階建ての建物が完成し、地下1階から地上3階までを売り場として日本初のS.S.D.D.S（セルフサービス・ディスカウント・デパートメント・ストア）を開店した。なお、上野店4階にゴールデンストアとして95円均一のを開店した。
1960年（昭和35年）9月にチェーン展開を目指して「株式会社赤札堂チェーン」を設立した。この頃にはイトーヨーカ堂やキンカ堂と共に繁盛店御三家として知られていた。
1962年（昭和37年）6月に扇屋・ダイエー・ベニマルなどと「大量仕入機構」を設立したが、参加企業からの役員のみで常勤役員がおらず、従業員も出向社員のみで、メーカーや銀行やメーカーの協力も得られなかったことから、目標の約8%の売上に留まった。
1963年（昭和38年）8月に「小泉不動産株式会社」を設立して不動産事業に参入し、同年9月13日に不二家と共同出資で「株式会社サンマート」を設立した。
1964年（昭和39年）5月1日にAマート1号店として深川店を開店し、同年10月に上野店の増築工事が完成して地上7階建て一部9階建てとして規模を倍増させ、同月に呉服・子供服部門を独立させて「株式会社モンマート」の営業を開始した。
1965年（昭和40年）12月1日にコンピューターを導入。1966年（昭和41年）11月には株式会社ノーベル薬品を買収して医薬品販売を開始し、1967年（昭和42年）1月11日に本部集中仕入れに変更した。
上野店に若い客層が増えてきたことから95円均一売場や特売場を廃止してムード陳列によるファッション中心の売場に改装し、1970年（昭和45年）10月18日にファッション専門館へ業態転換してファッションアイランド「アブアブ」として新装開店した。
1968年（昭和43年）12月1日に当社が55%・ブルーチップスタンプが45%を出資して資本金500万円で「レッドチップ株式会社」を設立してスタンプ事業を開始し、1969年（昭和44年）4月16日に深川ショッピングセンターを開店した。
1970年（昭和45年）4月26日にソフトウェア会社「ユービーシー」の営業を開始して、同年9月19日に西友ストアーと折半出資でボウリング場運営会社を設立し、同年10月18日に上野店をファッション専門館へ業態転換してファッションアイランド「アブアブ」として新装開店した。
1971年（昭和46年）2月22日に「（4代目）株式会社アブアブ赤札堂」に設立して「（3代目）株式会社赤札堂」の営業を継承した。
同月に「株式会社ゼネラルメンテナンス」を設立して同年8月1日に常駐警備や保安業務を開始した。
1972年（昭和47年）1月に「赤札堂グループ」を「小泉グループ」へ名称を変更し、1973年（昭和48年）3月に「小川町物流センター」を開設して上野店への配送車両を約80%削減した。
1976年（昭和51年）3月13日に「株式会社エーマート」を設立して食品スーパーの出店を進め、1980年（昭和55年）2月に「株式会社エーマート」を吸収合併した。
その間の1979年（昭和54年）3月に浦安物流センターを開設し、食品を扱うディストリビューションセンター型の物流拠点とした。
1982年（昭和57年）9月10日にファッション専門店からヤングファッション専門店に絞り込んむ改装を行って、上野店の全フロアにオンラインによるサイレスのカード決済端末を導入し、ライフと提携してクレジットカード「ライフ·ABABカード」の発行を開始した。
1983年（昭和58年）4月に17店舗で電話注文による販売を開始した。
1988年（昭和63年）11月16日にはロゴマークなども一新して上野店を全面的に改装した。また、台湾に資本金96万7000ドルで輝泉企業股份有限公司を設立し、1988年（昭和63年）に店舗面積約500m2の2店舗を出店した。しかし、1991年（平成3年）に撤退した。
2000年代になると、アブアブ上野店にユニクロやダイソーを導入して、近隣客の利便性向上を図った。
2023年（令和5年）5月末にアブアブ上野店地下1階の赤札堂食品館を閉店し、2024年（令和6年）6月30日にアブアブ上野店を閉店した。

## 沿革
- 1917年（大正6年）10月28日[7] - 東京市深川区（現在の東京都江東区）に赤札堂洋品店として創業[1]
- 1932年（昭和7年）1月20日 - 東京市深川区門前仲町1-3-3に小泉通音を無限責任社員として「（初代）合資会社赤札堂洋品店」を設立[4]。
- 1939年（昭和14年）2月25日 - 東京市深川区門前仲町1-3-3に小泉清一と北村吉造を代表責任社員として「（2代目）合名会社赤札堂洋品店」を設立[10]。
- 1945年（昭和20年）
  - 3月 - 赤札堂洋品店が戦火で焼失[8]。
  - 10月28日 - 上野に出店[11]。
- 1957年（昭和32年）
  - 3月26日 - 「上野観光温泉株式会社」を設立[15]。
  - 12月5日 - 「（3代目）株式会社赤札堂」を設立し[16]、営業部門を継承[17]。
  - 12月 - 「（2代目）合資会社赤札堂」は小泉合資会社と商号を変更し[18]、不動管理会社となる[17]。
- 1959年（昭和34年）6月 - 「株式会社ゴールデンストア」を設立[54]。
- 1961年（昭和36年）
- 1963年（昭和38年）
  - 8月 - 「小泉不動産株式会社」を設立し、不動産事業に参入[24]。
  - 9月13日[25] - 不二家と共同出資で「株式会社サンマート」を設立[26]。
  - 10月 - チェーン展開を開始[24]。
- 1964年（昭和39年）
  - 5月1日 - Aマート1号店として深川店を開店[27]。
  - 10月 - 呉服・子供服部門を独立させ、「株式会社モンマート」の営業を開始[30]。
- 1965年（昭和40年）12月1日 - コンピューターを導入[31]。
- 1966年（昭和41年）11月 - 「株式会社ノーベル薬品」を買収し、医薬品販売を開始[30]。
- 1967年（昭和42年）1月11日 - 本部集中仕入れに変更[32]。
- 1968年（昭和43年）12月1日 - 当社が55%、ブルーチップスタンプが45%を出資して資本金500万円で「レッドチップ株式会社」を設立し、スタンプ事業を開始[35]。
- 1969年（昭和44年）4月16日 - 深川ショッピングセンターを開店[36]。
- 1970年（昭和45年）
  - 4月26日 - ソフトウェア会社「ユービーシー」の営業を開始[37]。
  - 9月19日 - 西友ストアーと折半出資でボウリング場運営会社を設立[38]。
  - 10月18日 - 上野店をファッション専門館へ業態転換し、ファッションアイランド「アブアブ」として新装開店[34]。
- 1971年（昭和46年）
  - 2月22日[39] - 「（4代目）株式会社アブアブ赤札堂」に設立して「（3代目）株式会社赤札堂」の営業を継承[17]。
  - 2月 - 「株式会社ゼネラルメンテナンス」を設立[40]。
  - 8月1日 - 「株式会社ゼネラルメンテナンス」が常駐警備や保安業務を開始[41]。
  - 6月 - 「株式会社全日本ガードシステム」を設立[40]。
- 1972年（昭和47年）1月 - 「赤札堂グループ」を「小泉グループ」へ名称を変更[40]。
- 1973年（昭和48年）3月 - 「小川町物流センター」を開設[42]。
- 1975年（昭和50年） - 「株式会社キャビン」と業務提携[17]。
- 1976年（昭和51年）3月13日 - 「株式会社エーマート」を設立[44]。
- 1979年（昭和54年）3月 - 浦安物流センターを開設[42]。
- 1980年（昭和55年）2月 - 「株式会社エーマート」を吸収合併[17]。
- 1982年（昭和57年）
  - 9月10日 - ファッション専門店からヤングファッション専門店に絞り込んむ改装を行って[45]、上野店の全フロアに[46]オンラインによるサイレスのカード決済端末を導入[47]。
  - 9月 - ライフと提携してクレジットカード・「ライフ·ABABカード」の発行を開始[46]。
- 1983年（昭和58年）4月 - 17店舗で電話注文による販売を開始[48]。
- 1988年（昭和63年）
  - 11月16日 - ロゴマークなども一新して上野店を全面的に改装[49]。
  - 台湾に2店舗を出店[51]。
- 1991年（平成3年） - 台湾から撤退[51]。
- 1995年（平成7年）4月28日 - アブアブ上野店7階にHMV上野が開店[55]。
- 2024年（令和6年）6月30日 - アブアブ上野店を閉店[52]。

## 店舗
1990年（平成2年）2月期末店舗数40店であった。

### 赤札堂
東京都内のみの展開で2023年4月20日現在、9店舗展開している。

### かつて存在した店舗ブランド
- エーマート（Aマート） - 食品スーパー[44]。

- アブアブ（ABAB） - ファッション専門店[57]。

### かつて存在した店舗

#### 東京都

##### 江東区
- （初代）赤札堂洋品店（東京市深川区門前仲町1-3-3[4]、1917年（大正6年）10月28日開店[7] - 1943年（昭和18年）閉店[9]）
1945年（昭和20年）3月に赤札堂洋品店が戦火で焼失した[8]。

- （2代目）深川店（東京都江東区門前仲町1[58]）

- （3代目）Aマート深川店（東京都江東区門前仲町[27]、1964年（昭和39年）5月1日開店[27]） 
店舗面積66m2[59]
門前仲町交差点角から2軒目の店舗だった[60]。
1969年（昭和44年）4月16日に鉄筋コンクリート造地下1階地上6階建ての（4代目）深川ショッピングセンター（敷地面積約1,700m2、延べ床面積約10,720m2、約店舗面積3,400m2）を開店した[36]。

- 扇橋店（東京都江東区扇橋1-21-25[42]、1976年（昭和51年）5月開店[42] - ?閉店） 
店舗面積2,120m2[42][61]

- 東陽町店（東京都江東区東陽町3-23-26[42]、1979年（昭和54年）11月開店[42] - 2018年（平成30年）12月31日閉店[要出典]） 
店舗面積1,158m2[42]

- 白河店（東京都江東区白河1-6-2[62]、1982年（昭和57年）7月開店[62] - ?閉店） 
店舗面積310m2[63][63]

- 白河ジョイシー店（東京都江東区白河162[3]、1975年（昭和50年）7月開店[3] - ?閉店） 
店舗面積310m2[3]

- 扇橋店（東京都江東区扇橋1-21-25[62]、1976年（昭和51年）5月開店[62] - ?閉店） 
店舗面積2,120m2[62]

- Aマート塩浜店[64]（東京都江東区塩浜1-1-13[62]、1981年（昭和56年）7月開店[62] - ?閉店） 
店舗面積495m2[62]

- 東雲店（東京都江東区東雲2-7-12[3]、1997年（平成9年）6月開店[3] - ?閉店） 
店舗面積819m2[3]

##### 台東区
- （初代）上野店（東京都台東区上野広小路15[58]、1945年（昭和20年）10月28日開店[11]）

- （2代目）上野店（東京都台東区上野4-8-4[54]、1959年（昭和34年）10月開店[19]）
1970年（昭和45年）10月18日に上野店をファッション専門館へ業態転換し、ファッションアイランド「アブアブ」として新装開店した[34]。

- （3代目）アブアブ上野店（東京都台東区上野4-8-4[65]、1970年（昭和45年）10月18日開店[34] - 2024年（令和6年）6月30日閉店[52]）
上野店の95円均一売場や特売場を廃止してムード陳列によるファッション中心の売場に改装して開店[33]。
1982年（昭和57年）9月10日にファッション専門店からヤングファッション専門店に絞り込んむ改装を行い[45]、オンラインによるサイレスのカード決済端末を導入した[47]。
1988年（昭和63年）11月16日にはロゴマークなども一新して全面的に改装した[49]。

- ゴールデンストア（東京都台東区上野広小路15[66]、1959年（昭和34年）10月開店[66] - 1970年（昭和45年）[34]閉店[33]） 
店舗面積660m2[66]
ファッション中心の店舗への改装に伴って閉鎖となった[33]。

- アブアブ広小路店[39]（東京都台東区上野4-8-2[65]、1981年（昭和56年）5月開店[65]） 
店舗面積34m2[65]

- （初代）浅草店（東京都台東区雷門2-7[58]）

- （2代目）浅草店（東京都台東区浅草1-30-2[67]）
店舗面積約200m2[67]

- Aマート田原町店[64]（東京都台東区西浅草1-2-3[42]、1976年（昭和51年）12月開店[42][64] - ?閉店） 
店舗面積545m2[42]

- Aマート千束店[64]（東京都台東区千束3-10-2[42]、1978年（昭和53年）11月開店[42][64] - ?閉店） 
店舗面積787m2[42][61][64]

##### 墨田区
- 押上店（東京都墨田区押上3-4[42]、1978年（昭和53年）12月開店[42] - ?閉店） 
店舗面積628m2[42][61]

- Aマート菊川店[64]（東京都墨田区菊川2-2-10[62]、1982年（昭和57年）9月開店[62] - ?閉店） 
店舗面積495m2[64]

- 菊川ジョイシー店（東京都墨田区菊川2-2-10[3]、1998年（平成10年）6月開店[3] - ?閉店） 
店舗面積420m2[3]

##### 新宿区
- （初代）新宿店（東京都新宿区新宿3-27[58]、1946年（昭和21年）11月開店[68]）
1957年（昭和32年）7月に当社役員だった木村甲子男が資本金500万円で「株式会社三恭」を設立して独立し[68]、後に「株式会社デリカ」と商号を変更した[69]。

- （2代目）新宿店（東京都新宿区新宿3-30-11[70]、1975年（昭和50年）4月開店[71] - 1977年（昭和52年）6月閉店[72]） 
新宿のメインストリートに出店していたレディースファッション専門店[73]。

- Aマート大久保店[64]（東京都新宿区大久保1-1-11[62]、1979年（昭和54年）9月開店[62][64] - ?閉店） 
店舗面積486m2[62][64]

##### 荒川区
- （初代）町屋店（東京都荒川区荒川7-46-15[74]、1970年（昭和45年）6月26日開店[74] - ?閉店） 
店舗面積3,000m2[74]
ヤング向けのファッションを中心として、生鮮食品やインテリアなども扱う店舗として開業した[75]。

- 熊野前店（東京都荒川区東尾久5-12[76][77]、?開店 - ?閉店） 
330m2[76][77]

- 尾久店（東京都荒川区東尾久4-27-4[3]、2001年（平成13年）3月開店[3] - ?閉店） 
431m2[3]

##### 中央区
- 日本橋店八丁堀支店（東京都中央区八丁堀2-8[78]、?開店 - ?閉店） 
店舗面積55m2[78]

- 晴海店（東京都中央区晴海1-6-5-209[3]、2000年（平成12年）7月開店[3] - ?閉店） 
店舗面積257m2[3]

##### その他23区
- 旗の台店（東京都品川区旗の台5-7-3[79][80]、1967年（昭和42年）10月1日開店[79][80] - ?閉店） 
店舗面積990m2[81] → 3,000m2[79]
当社の大型スーパー1号店であった[80]。
1967年（昭和42年）8月31日にサンマートが閉店したため、当社が旗の台ショッピングセンター全館を使用することになった[82]。

- 滝野川店（東京都北区滝野川6-75-3[76]、1966年（昭和41年）6月30日開店[83] - ?閉店） 
204m2[76]

- 中野Aマート（東京都中野区新井1-40-1-100[84][85]、1965年（昭和40年）12月10日開店[84] - ?閉店） 
店舗面積265m2[84]

- 要町店（東京都豊島区要町1-8-11[3]、1989年（平成1年）12月開店[3] - ?閉店）
店舗面積430m2[3]

- 大山店（東京都板橋区大山西58-12[62]、1981年（昭和56年）9月開店[62] - ?閉店） 
店舗面積660m2[62]

- アブアブ北千住店[39]（東京都足立区千住旭町42-2 北千住ターミナルビル・ウィズ6階[86]、1985年（昭和60年）3月27日開店[86] - ?閉店） 
レディースファッション専門店[86]。

- Aマート千束店[64]（東京都江戸川区西小岩5-14-16[87]、）
店舗面積495m2[64]

##### 三多摩
- アブアブ吉祥寺店（東京都八王子市本町1-8-4[88]、1984年（昭和59年）3月開店[88] - ?閉店） 
店舗面積50m2
若者向けのファッション専門店[57]。

- アブアブ八王子店（東京都八王子市中町1-3[88]、1984年（昭和59年）3月開店[88] - ?閉店） 
店舗面積55m2[63]
若者向けのファッション専門店[57]。

- アブアブ町田店[39]（東京都町田市[63]、1984年（昭和59年）9月開店[63] - ?閉店） 
店舗面積152m2[63]

#### 神奈川県
- 川崎店（神奈川県川崎市幸区遠藤町58[1][89]、1973年（昭和48年）12月開店[1] - ?閉店）
店舗面積2,060m2[1] → 2,703m2[90]
1971年（昭和46年）4月に開業した川崎Aボウルを[40]閉鎖して転用してワンフロアぶち抜きの店舗として開店した[91]。

- アブアブ川崎駅前店[39]（神奈川県川崎市駅前本町9-1[92]）
ダックシティ小美屋に出店していたファッション専門店[57]。

- 秦野店（神奈川県秦野市大秦町2-16[1][93]、1974年（昭和49年）6月28日開店[93] - ?閉店） 
地上3階建て一部4階建て[93]、店舗面積9,091m2[93]
大秦野駅（現・秦野駅）前の神奈中ボウル跡を買収して解体し、その跡地に新築して出店した[94]。
店舗跡はイトーヨーカ堂がリースして1979年（昭和54年）9月に開店することになった[95]。

- 大根店（神奈川県秦野市北矢名塩河内8[1]、1975年（昭和50年）9月開店[1] - ?閉店） 
店舗面積858m2[1]

- アブアブ厚木店[39]（神奈川県厚木市）

- アブアブ藤沢店[39]（神奈川県藤沢市）

- アブアブ相模大野店（神奈川県相模原市上鶴間3492 相模大野岡田屋モアーズ4階[96]、1992年（平成4年）9月24日開店[96]）
レディースファッション専門店[96]。

- アブアブ久里浜店[39]（神奈川県横須賀市久里浜4-4-10 京急ショッピングプラザ・ウィング久里浜4階[97]、1987年（昭和62年）4月25日開店[97] - ?閉店）

#### 千葉県
- 常盤平店（千葉県松戸市常盤平3-1-1[98][99]、1963年（昭和38年）10月5日開店[98] - ?閉店） 
敷地面積約2,070m2[98]、鉄筋コンクリート造7階建て塔屋3階[98]、延べ床面積約3,633m2[98]、店舗面積約3,122m2[98]（直営売場面積店舗面積759m2[81] → 1,500m2[99]）。
常盤平団地内に出店していた[81]。

- （初代）船橋店[100] → 北習志野店[42]（千葉県船橋市北習志野台2-49-1[101]、1970年（昭和45年）7月7日開店[100][101] - ?閉店） 
敷地面積約3,225m2[101]、鉄骨鉄筋コンクリート造3階建て塔屋1階[101]、延べ床面積約8,794m2[101]、店舗面積4,594m2[101]（当社店舗面積1,014m2[42][61]）、駐車台数約80台[101]。
西友ストアーの「ジャンボスクエアキタナラシノ」に西友ストアー北習志野店と共に核店舗として出店していた[101]衣料品スーパーだった[75]。

- （2代目）アブアブ船橋店[39]（千葉県船橋市浜町2-1-1[102] ららぽーとTOKYO-BAY専門店モール2階[103]、1981年（昭和56年）4月2日開店[102] - 2021年1月25日閉店） 
店舗面積445m2[63]。
若者向けのファッション専門店[57]。

- アブアブ成田店（千葉県成田市土屋山ノ崎680 イオン成田ショッピングセンター2階[104]、2000年（平成12年）3月18日開店[104]）
ファミリーファッション専門店[104]。

#### 埼玉県
- 浦和店（埼玉県さいたま市高砂1-121浦和コルソ3階[105]、1981年（昭和56年）4月22日開店[106] - ?閉店） 
店舗面積155m2[105]

- アブアブ川越店[39]（埼玉県川越市脇田町7-4[3]、1981年（昭和56年）4月開店[3]）

- アブアブ上尾店[39]（埼玉県上尾市宮本町1-1[107]、1983年（昭和58年）9月23日開店[107] - ?閉店） 
店舗面積21m2[63]
ボンベルタに出店していた若者向けのファッション専門店[57]。

- アブアブ熊谷店[39]（埼玉県熊谷市）

#### 栃木県
- アブアブ小山店[39]（栃木県小山市本郷町3-6-50 キンカ堂小山店[108]、1987年（昭和62年）10月開店[2] - ?閉店）
店舗面積104m2[2]
- ラブミー宇都宮店(栃木県宇都宮市駅前通り1-4-6 トナリエ1F、?開店 - 2021年1月11日閉店)

#### 群馬県
- アブアブ高崎店[39]（群馬県高崎市）

#### 茨城県
- アブアブ水戸店[39]（茨城県水戸市）

- アブアブ古河店（茨城県古河市本町1-1-15 古河駅ビルVAL1階[109]、1987年（昭和62年）3月28日開店[109] - 1998年（平成10年）閉店[110]) 
レディースファッション専門店[109]。
古河駅ビルVALに出店していたが、同施設がファッションテナントを全廃する改装を行うことになったのに伴って閉店となった[110]。

- アブアブ取手店（茨城県取手市中央町2-5 取手ボックスヒル2階[111]、1988年（昭和63年）9月21日開店[111]）
レディースファッション専門店[111]。

#### 新潟県
- 新潟店（新潟県新潟市東大通1－1－1[1]、1974年（昭和49年）6月26日開店[93][112] - ?閉店） 
店舗面積287m2[93][1]
新潟駅前のパルコ・コバヤシ3階に出店していた[93]。

#### 愛知県
- アブアブ岡崎店（愛知県岡崎市康生通西2-20-2岡崎シビコ南館3階[113]、1991年（平成3年）10月19日開店[113]）
レディースファッション専門店[113]。

#### 海外
- 台湾
1988年（昭和63年）に店舗面積約500m2の2店舗を出店したが、1991年（平成3年）に撤退した[51]。

## 過去に存在した事業所
- 小川町物流センター（千代田区神田小川町1-10 日本通運小川町支店内[114]、1973年（昭和48年）3月開設[42]）
面積1,400m2[42]
日本通運の一角に開設された衣料品全般とグローサリーの一部を扱う物流拠点で、上野店への配送車両を約80%削減させる効果を発揮した[43]。
- 浦安物流センター（千葉県東葛飾郡浦安町猫実1153[42]、1979年（昭和54年）3月開設[42]）
面積1,322m2[42]
食品を扱うディストリビューションセンター型の物流拠点[43]。

## 過去に存在した関連会社
- 株式会社ゴールデンストア（東京都台東区上野4-8-4[115]、1959年（昭和34年）6月設立[54]、資本金1000万円[54]）

- 株式会社モンマート（東京都台東区上野4-8-4[116]、1963年（昭和38年）11月設立[116]、資本金1000万円[116]）

- 株式会社ノーベル（1966年（昭和41年）4月27日設立[44]）
医薬品販売[44]。

- 株式会社エーマート（1976年（昭和51年）3月13日設立[44]）
食品スーパー[1]。

- レッドチップ株式会社（東京都文京区本駒込4-21-1[35]、1968年（昭和43年）12月1日設立[35]、資本金500万円[35]）
スタンプ事業[35]。
当社が55%、ブルーチップスタンプが45%を出資して設立[35]。

- 株式会社ゼネラルメンテナンス（1971年（昭和46年）2月設立[40]、資本金5000万円[41]）
常駐警備・保安[41]。

- 輝泉企業股份有限公司（台湾[50]、資本金96万7000ドル[50]）
百貨小売・スーパー[50]。